# Майкъл Маккъли
Майкъл Джеймс Маккъли (на английски: Michael James McCulley) e капитан от USN и астронавт на НАСА, участник в един космически полет. Той е първият подводничар в космоса.

## Образование
Майкъл Маккъли завършва академията Ливигстън в Тенеси през 1961 г. Става бакалавър през 1965 г., а през 1971 г. и магистър по инженерни науки в Университета Пардю, Индиана.

## Военна кариера
Майкъл Маккъли постъпва на активна военна служба в USN веднага след дипломирането си през 1961 г. Завършва като първенец на випуск школа за подводничари. Служи на една дизелова и две ядрени подводници. През януари 1970 г. се преквалифицира и става морски летец. Лети на самолети A-4 Скайхок и А-6 Интрюдър. Служи на самолетоносачите USS Saratoga (CV-60) и USS Nimitz (CVN-68). Завършва Имперската школа за тест пилоти в Уилтшър, Великобритания. След това става инструктор в школата за тест пилоти в Мериленд. В кариерата си има повече от 5000 полетни часа на 50 типа самолети и 400 кацания на палубите на 6 самолетоносача от състава на USN.

## Служба в НАСА
Майкъл Маккъли е избран за астронавт от НАСА на 23 май 1984 година, Астронавтска група №10. Завършва общия курс на обучение през юни 1985 г. Участник е в един космически полет.

## Полети
Майкъл Маккъли лети в космоса като член на екипажа на една мисия:
| Космически полет на Майкъл Джеймс Маккъли                     | Космически полет на Майкъл Джеймс Маккъли | Космически полет на Майкъл Джеймс Маккъли | Космически полет на Майкъл Джеймс Маккъли | Космически полет на Майкъл Джеймс Маккъли | Космически полет на Майкъл Джеймс Маккъли | Космически полет на Майкъл Джеймс Маккъли |
| №                                                             | Дата                                      | КК                                        | Емблема на мисията                        | Функции                                   | Продължителност                           |                                           |
| ------------------------------------------------------------- | ----------------------------------------- | ----------------------------------------- | ----------------------------------------- | ----------------------------------------- | ----------------------------------------- | ----------------------------------------- |
| 1                                                             | 18 октомври 1989                          | „Атлантис“, мисия STS-34                  |                                           | Пилот                                     | 4 денонощия 23 часа 39 мин. 20 сек.       |                                           |
| Сумарно време в космоса – 4 денонощия 23 часа 39 мин. 20 сек. |                                           |                                           |                                           |                                           |                                           |                                           |

## След НАСА
М. Маккъли напуска НАСА и USN през октомври 1990 г. Става Изпълнителен директор на дивизията за космически операции на аерокосмическия гигант Локхийд Мартин. Същевременно, до ноември 1995 г. е Директор на Космически център Джон Ф. Кенеди, Флорида. От 1 юни 1996 г. е отговорен вицепрезидент на United Space Alliance. На 15 май 2003 г. Маккъли става президент на консорциума. Остава на този пост до излизането си в пенсия на 28 септември 2007 г.